# 韓國學期刊
《韓國學期刊》（The Journal of Korean Studies）是一份1969年起發行的學術期刊。該期刊每半年出版一次，內容涵蓋朝鮮半島相關的研究。目前，期刊的主編是華盛頓大學的Clark W. Sorensen。據期刊引證報告指，《韓國學期刊》的影響因子為0.01。

## 資料來源
1. ↑  .   [2014-04-08]. （原始内容存档于2013-11-13）.

## 外部連結
- 官方网站